# لسلی (ویسکانسین)
لسلی (به انگلیسی: Leslie) یک منطقهٔ مسکونی در ایالات متحده آمریکا است که در شهرستان لافایت، ویسکانسین واقع شده‌است. لسلی ۳۵۳٫۸۸ متر بالاتر از سطح دریا واقع شده‌است.